# Calyptozoum campanulatum
Calyptozoum campanulatum är en mossdjursart som beskrevs av Harmer 1926. Calyptozoum campanulatum ingår i släktet Calyptozoum och familjen Bugulidae. Inga underarter finns listade i Catalogue of Life.